# 佛州男
佛州男是一系列自2013年發跡，並於2020年再度流行的網路迷因，內容描述某佛羅里達州男子所犯下的荒謬罪刑之新聞片段。
該迷因起源於 2013 年 2 月的 Twitter 帳戶@_FloridaMan。該帳戶引用許多以「佛州男」為關鍵字的荒謬新聞標題，如「因狗誤踩油門，佛州男被麵包車碾過」或「沃爾瑪內醉駕電動滑板車，佛州酒駕男遭警方逮捕」，並稱佛州男為「世上最糟糕的超級英雄」。
有關佛州荒謬犯罪新聞層出不窮，受到網友高度關注之現象，《邁阿密新時代周刊》認為這肇因於多種原因: 首先，因佛州資訊法的特殊性，使記者能相對便利的獲取警察機關釋出的案例；此外，佛州複雜的族群、多變的天氣、心理健康資源的缺乏，亦容易導致精神病患、吸毒者與遊民的犯罪率提高。

## 相關
- 達爾文獎